# Soraya García Leite
María Soraya García Leite (León, 21 de marzo de 1978) es una exjugadora de balonmano española que jugó de lateral en la Selección Española y ganó una medalla de oro en los Juegos Mediterráneos de Almería.

## Trayectoria
Formada en la cantera del Deleba, llegó a la primera plantilla del CLEBA en 1995. Seis temporadas en Almería, de la 2000/01 a la 2005/06, le abrieron las puertas del Elda Prestigio, dónde compitió en la EHF Cup, pero sólo durante una temporada. 
El CLEBA se hizo de nuevo con Soraya en la 2007/08, tras la consecución de la Copa ABF del 2006/07. En aquella temporada 2008/09 sufrió una de las lesiones más fuertes de su carrera y, tras terminar la temporada, decidió retirarse de la competición a máximo nivel para, en 2009, volver tres temporadas más al Vicar Goya, en su segunda época en el conjunto colegial. Tras su último año en el Club Deportivo Vicar Goya, volvió a colgar las botas.
Ya retirada, en 2010 y con 32 años, volvió al CLEBA en su tercera vuelta al equipo leonés para cubrir la baja de la brasileña Samara y el frustrado fichaje de la cubana Arasay Durán.Volvió a dejar la práctica a nivel profesional tras ese año en León.
En 2013 fichó por el Cergy-Pontoise de la segunda división francesa, en la que jugó una temporada y otra más en Le Pouzin 07, antes de volver a colgar las zapatillas en 2015.
En 2017 decidió volver a ayudar al equipo de su ciudad natal, el CLEBA, colista por entonces de la Liga Loterías 2016/17. La jugadora leonesa daba así, su tercera etapa en el equipo de su tierra. Sin embargo la experiencia terminó con el descenso del CLEBA a División de Honor Plata y la retirada por segunda vez de las pistas de Soraya. 
A sus 41 años volvió a la cancha de balonmano para echar una mano al Unión Financiera Base Oviedoen el primer año del equipo en División de Honor Plata (por entonces, segunda categoría nacional).

### Clubes
- 1995-00: CLEBA
- 2000-06: Vicar Goya de Almería
- 2006-07: Elda Prestigio
- 2007-08: Molly CLEBA
- 2008-10: Vicar Goya de Almería
- 2010-11: CLEBA
- Retirada
- 2013-2014:  Cergy-Pontoise[14]
- 2014-2015: Le Pouzin 07[15]
- Retirada[16]
- 2016/17: CLEBA
- 2021/22: Unión Financiera Base Oviedo

### Europa
Tres temporadas compitió en Europa con otros tantos equipos. Participó en la EHF Cup de la temporada 2010/11 con el CLEBA, de la 2006/07 con el Elda Prestigio y de la 2001/02 con el Vicar Goya Almería.

### Selección nacional
Debutó el 3 de marzo del 2000 en el TIE celebrado en Móstoles y su primera competición oficial fue en la fase de clasificación al campeonato de Europa. Fue Internacional española con la selección universitaria, compitió en el Campeonato del Mundo de la modalidad del 2002a las órdenes de José Francisco Aldeguer, con un equipo entre las que se encontraban Eli López, Patricia Pinedo, Vanesa Arobes o Cristina Cabeza. En el Europeo de 2004, dónde España terminó en decimotercer lugar, compartió equipo con las guardametas Eli López y Maru Sánchez, además de Susana Pareja, Mangué, Macarena Aguilar, Rocío Guerola, Patricia Alonso, Isabel Ortuño, Cuadrado y Oncina.
Al año siguiente se hizo con el 5º puesto del Campeonato del Mundo, celebrado en Croacia en 2003, compartiendo equipo con Aitziber Elejaga, Lidia Sánchez o Gemma Luján. 
Fue una de las participantes en los Juegos Olímpicos 2004,donde la selección consiguió la sexta plaza, lo que le hizo merecedora de las becas del plan ADO. Su último gran torneo internacional fue el Campeonato de Europa del 2004, alzándose con la Medalla de Oro en los Juegos del Mediterráneo de Almería en 2005 y su último partido con la selección data del 16 de octubre de ese mismo año ante Eslovenia en Croacia, cerrando un total de 55 internacionalidades y 77 goles.
Fue una de las jugadoras que participó con la Selección de Balonmano Playa en el Campeonato de Europa del 2007.

## Títulos y galardones

### Selección española
- 1 x  Medalla de oro Juegos Mediterráneos 2005
- 1 x Diploma olímpico en los XXVIII JJ.OO. Atenas 2004 (6º puesto)[1]

### Galardones individuales
- Mejor jugadora leonesa (1998)[1]
- Mejor trayectoria deportiva Vicar (2003)[1]
- Distinción deportiva de León (2004)[24]

## Curiosidades
Su imagen forma parte de un conjunto escultórico que Mª Ángeles Lázaro Guil hizo, bajo encargo del Ayuntamiento de Almería, para los Juegos Mediterráneos del 2005, lanzando un balón sobre el agua de la fuente en que está instalado todo el conjunto, representándose así el mar Mediterráneo.